# احسان دانش دوست
احسان دانش دوست (زادهٔ ۱۱ دی ۱۳۷۸ در گنبد کاووس) بازیکن تیم ملی جوانان ایران و تیم باشگاهی مهرگان نور. او نخستین بار برای بازی‌های لیگ ملت‌های والیبال ۲۰۲۲ توسط سرمربی وقت، بهروز عطایی به تیم ملی والیبال بزرگسالان ایران دعوت شد.

## افتخارات
- کسب مقام قهرمانی والیبال جوانان جهان (مدال طلا) در سال ۲۰۱۹ با تیم ملی والیبال جوانان ایران.
- کسب مقام قهرمانی مسابقات والیبال قهرمانی زیر ۱۹ سال پسران جهان در سال ۲۰۱۷ در بحرین به همراه تیم ملی والیبال نوجوانان ایران.[۵][۶][۷]
- اعزامی به مسابقات نوجوانان آسیا (میانمار ۲۰۱۶)
- قهرمانی مسابقات جام باشگاه‌های آسیا به همراه تیم شهرداری ورامین ۱۳۹۸ (۲۰۱۹) چین تایپه.

## باشگاه‌ها
- در اولین حضور لیگ برتری خود در تیم شمس تهران(۱۳۹۶) حضور داشت
- در سال ۱۳۹۷ در تیم شهر خود یعنی شهرداری گنبد کاووس حضور داشت.
- در سال ۱۳۹۸ برای تیم سپاهان اصفهان توپ می‌زند.